# 会展街道
会展街道是中华人民共和国吉林省长春市南关区下辖的一个街道，实际隶属长春经济技术开发区。辖区范围为仙台大街以东、东环城路以西、自由大路以南、卫星路以北。辖区内总户数43586户，总人口数约10万人。

## 历史
2016年，长春市人民政府请求从临河街道、东方广场街道拆分出会展街道、世纪街道。2017年2月4日，获得吉林省民政厅批准。时，会展街道面积7.59平方公里，下辖会展社区、仙台社区、卫星社区三个社区，人口近6.5万人。街道办事处驻太原东街与威海路交会西北侧。 

## 行政区划
会展街道下辖5个社区：会展社区、仙台社区、卫星社区、苏州社区、芜湖社区。